# Василь Ліщинецький
Василь Ліщинецький (нар. 11.04.1925, с. Мизолівка, Підгаєцький повіт, Галичина) — економіст, програміст-комп'ютерних систем, громадський діяч. 

## Життєпис
Закінчив середню торгівельну освіту у Галичині. Юнаком приєднався до ОУН (розвідник). З 1944 року — у Дивізії «Галичина». Був у таборі полонених у Ріміні.
Закінчив Українську високу економічну школу в Мюнхені.
Працював у Проводі Юнацтва ОУН у Німеччині. Активний член ТУСМ, СУМ, УККА, Українські Американські Ветерани, УНС.
З 1950 року — в США, Клівленд, потім Парма.
Брав участь в Корейській війні в армії США.
У Клівлендському університеті отримав кваліфікацію магістра з бізнесового управління.
Власник Data Management Services
Був головою Клівлендських комітетів допомоги Україні, зокрема Києво-Могилянської Академії, Острозької Академії, УКУ.

## Нагороди та відзнаки
- "Українець року" (1988)
- Папський Хрест (1991)
- Хрест Володимира Великого УПЦ-КП